# Marc Punt
Marc Punt (Antwerpen, 21 juni 1962) is een Vlaams filmproducent, televisieproducent, filmregisseur, televisieregisseur en scenarioschrijver.

## Loopbaan
In 1986 richtte Marc Punt samen met Jan Verheyen in Antwerpen het distributiehuis Independent Films Distribution op. De distributie van onder meer Basic Instinct, Terminator 2: Judgment Day en Four Weddings and a Funeral zetten hen als onafhankelijke distributeurs in België stevig op de kaart. Het bedrijf profileert zich ook als producent van Belgische films (Boys, Blueberry Hill, Ad Fundum) en televisieseries (Diamant, Dennis, Matroesjka's en Fair Trade) . In 1995 besloten de twee tot een fusie van Independent Films met PolyGram, wat hun financiële capaciteit verhoogde en een internationale markt opende. Toen PolyGram in 1999 door Universal werd overgenomen, trok Jan Verheyen zich in juli 1999 uit het bedrijf terug. Punt maakte Independent Films opnieuw 'onafhankelijk' en richtte een Nederlands dochterbedrijf op. Hij verdeelt met Independent Nederland, naast Nederlandse films zoals Gooische Vrouwen, Soof en Huisvrouwen Bestaan Niet ook Amerikaanse blockbusters zoals de Twilight-saga, The Hunger Games en La La Land in Nederland.

## Filmografie

### Als scenarist
- She Good Fighter
- Ad Fundum
- Diamant (televisieserie)
- Dief!
- Dennis (televisieserie)
- Matroesjka's
- Limo
- Frits & Freddy
- Frits & Franky
- Bowling Balls
- Pippa
- Fair Trade

### Als regisseur
- She Good Fighter
- Dief!
- Matroesjka's
- Frits & Franky
- Bowling Balls
- Pippa
- Fair Trade

### Als producent
- Blueberry Hill
- Boys
- She Good Fighter
- Ad Fundum
- Diamant
- Dennis
- Matroesjka's
- Limo
- Frits & Freddy
- Frits & Franky
- Bowling Balls
- Pippa
- Fair Trade

- Biblioteca Nacional de España: XX1283880
- Gemeinsame Normdatei: 141784431
- International Standard Name Identifier: 0000 0000 8161 6210
- Nederlandse Thesaurus van Auteursnamen: 152125418
- Virtual International Authority File: 87048636
- WorldCat: E39PBJxxg79CXpJBdbhHBxWMT3